# Soyaux
Soyaux är en kommun i departementet Charente i regionen Nouvelle-Aquitaine i västra Frankrike. Kommunen ligger  i kantonen Soyaux som ligger i arrondissementet Angoulême. År 2022 hade Soyaux 10 057 invånare.

## Befolkningsutveckling
Antalet invånare i kommunen Soyaux
Referens:INSEE